# Mecate (medida)

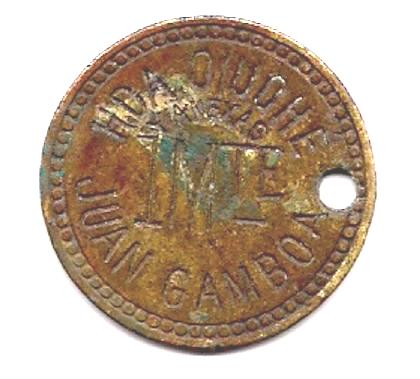
Ficha de hacienda de un mecate (1 MTE.) de "chapeo" perteneciente a la hacienda Dziuché.

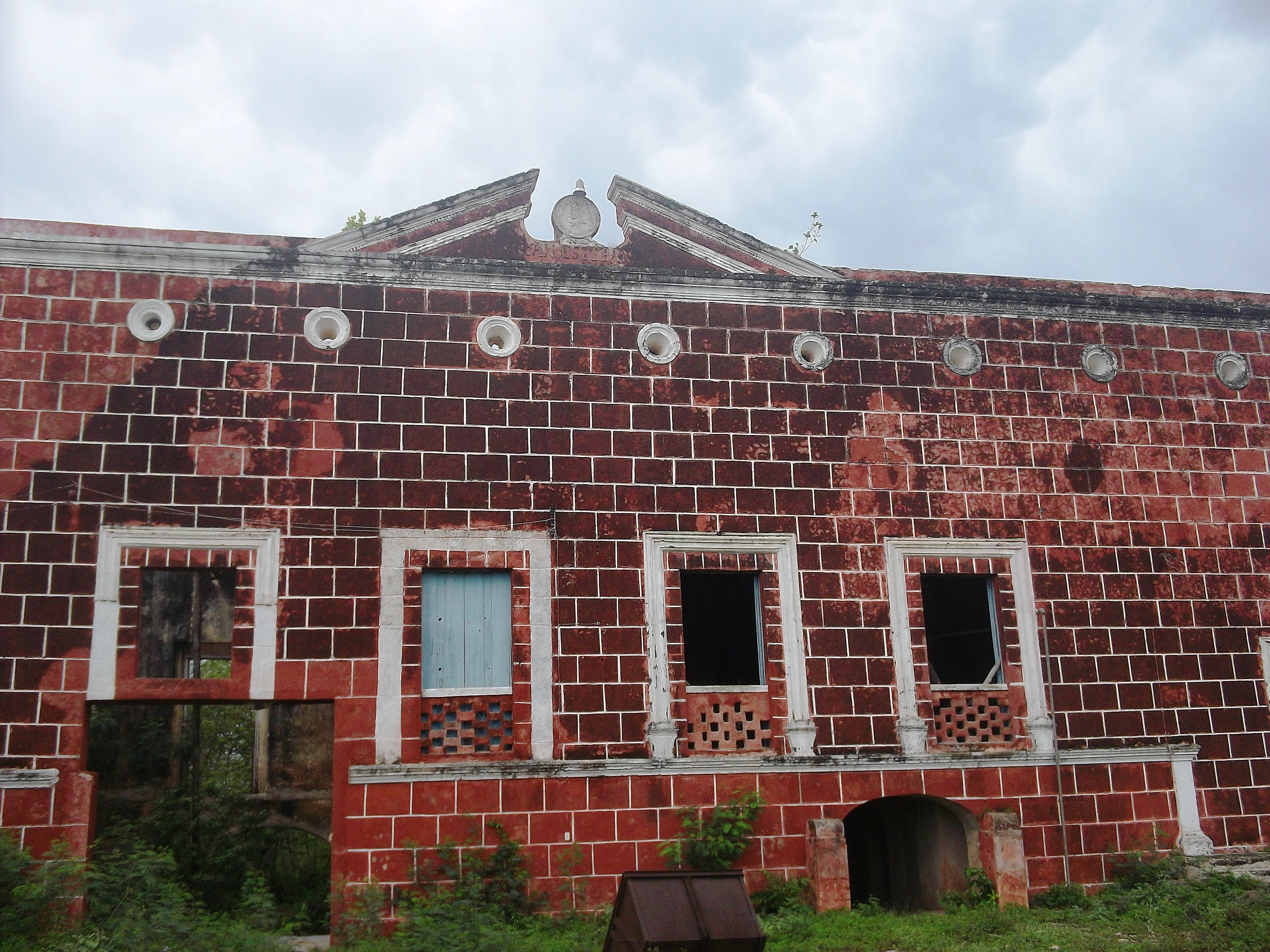
Hacienda Dziuché, en el municipio de Hoctún. Esta hacienda emitió fichas como pago a sus trabajadores.

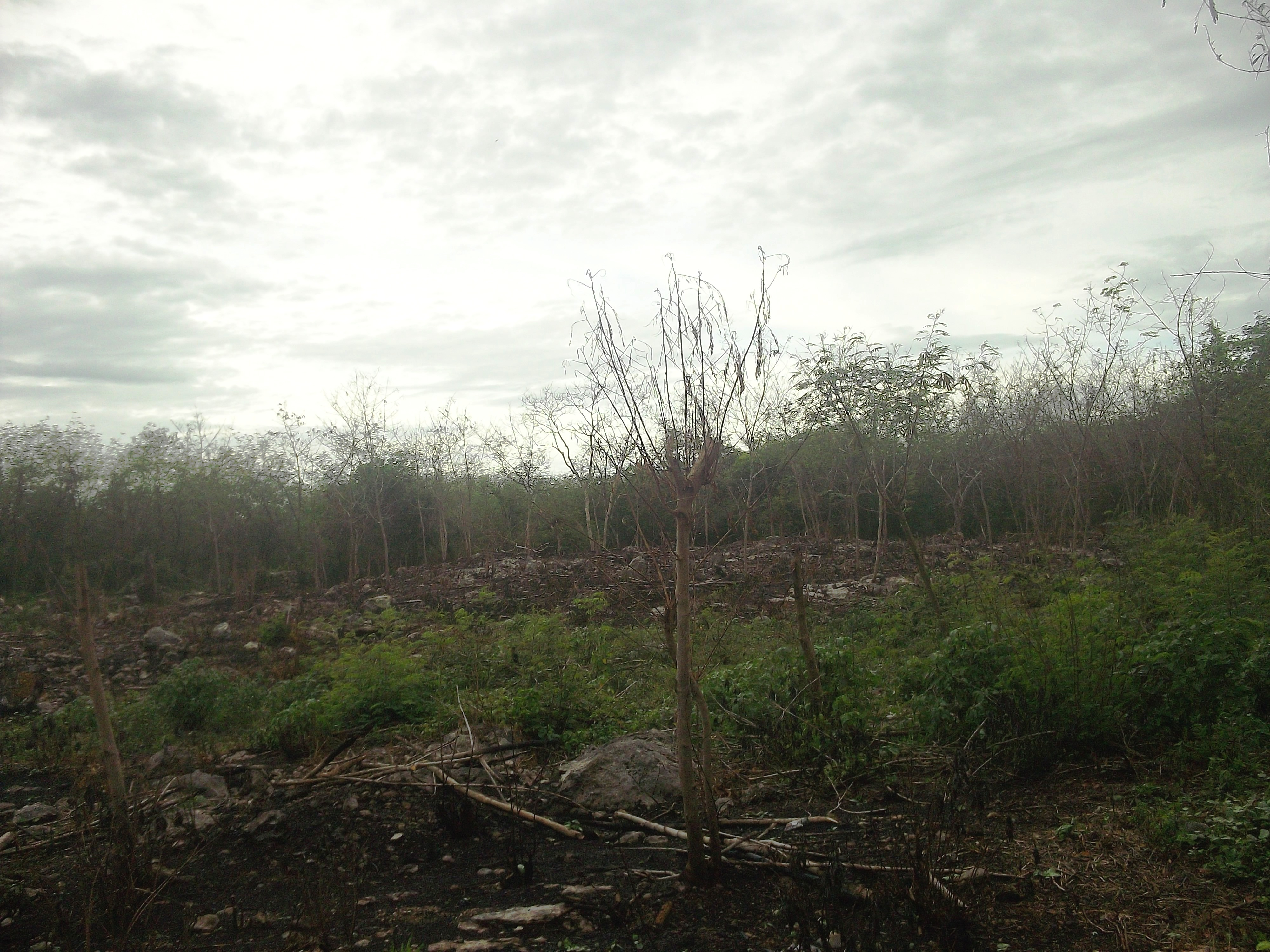
Terrenos de la antigua hacienda Dziuché. El corte de la maleza en los mismos se medía en "mecates".

El mecate es una antigua medida de longitud y superficie empleada aún en algunas zonas rurales de México para medición de terrenos y vías de comunicación.  El término tiene su origen en el náhuatl: metl (maguey) y catl (variable del verbo ca=estar), literalmente "lo que está en el maguey", indicando la planta de donde se obtenía originalmente la fibra con que se fabrican las cuerdas que servían para medir la unidad de longitud y/o superficie que adoptó el nombre.
En la Península de Yucatán se emplea el vocablo complementario k'aan para referirse a dicha medida la cual fue muy empleada durante el apogeo de las haciendas henequeneras y hasta la fecha sigue empleándose en las zonas rurales en lugar del sistema métrico decimal. El sistema numérico maya era vigesimal y esto se refleja en los múltiplos y fracciones de esta unidad de medida.

## Longitud
El mecate k'aan como medida de longitud corresponde a (20 {\displaystyle m} lineales) y se emplea para actividades tales como la apertura de brechas o distancias de camino recorrido. Esta medida tiene los siguientes múltiplos:
- 1 nak = 20 k'aan.
- 1 lub = 20 nak = 400 k'aan

Siendo el lub equivalente a 8 kilómetros  o "legua maya" (tiempo suficiente recorrido a pie antes de tomarse un descanso) posteriormente se reduciría a una "legua" de 4 kilómetros, o sea un lub de 10 nak o 200 k'aan. Los submúltiplos son:
- 1 sap = 1/10 k'aan
- 1 paatan = 1/2 sap = 1/20 k'aan.

## Superficie
El k'aan como medida de superficie corresponde a (20 {\displaystyle m} x 20 {\displaystyle m} = 400 {\displaystyle m^{2}}), es decir, un cuadrado de 1 k'aan de longitud en cada lado. Durante la época de bonanza de la haciendas henequeneras era empleada para el pagando a los trabajadores por sus trabajos, tales como "chapeo" (corte de maleza en el campo), tomando como base esta unidad de superficie. Este pago correspondiente se debía canjear en las tiendas de raya. En ocasiones también se empleaba en la compra-venta de extensiones de terreno.